# Monastero di San Nicolò l'Arena (Nicolosi)
L'antico monastero di San Nicolò l'Arena sorge nei pressi di Nicolosi, la cittadina etnea che da esso probabilmente prende il nome. È detto più correttamente, anche, monastero di San Nicolò la rena, laddove "la rena" è la forma italiana del siciliano "a rina", cioè letteralmente "la sabbia", parola che derivando dal latino arēna è andata incontro all'aferesi della prima sillaba e al cambiamento della sillaba tonica con vocale lunga -ē- in -i-. Con il medesimo termine ci si riferisce alla la sabbia vulcanica presente nel territorio come rena rossa.

## Storia
Il monastero fu fondato intorno alla seconda metà del XII secolo come ricovero per i monaci infermi dei vicini monasteri di Santa Maria di Licodia e monastero di San Leone del colle Pannacchio nei pressi di Malpasso. In seguito alla nascita di alcuni cenobi vicini e per volere di Federico III di Aragona il monastero venne costituito sede principale dei cenobi prendendo la denominazione di San Nicolò l'Arena per la devozione dei monaci al santo e per la caratteristica terra sabbiosa (rena) che ricopriva la zona.
Il monastero negli anni si espanse divenendo méta di numerosi pellegrini e della stessa regina Eleonora d'Angiò che vi morì il 9 agosto del 1341.
Dal 1537 ospitò Benedetto Fontanini, che probabilmente qui compose il celebre Beneficio di Cristo. Nella prima metà del XVI secolo una eruzione e i pericoli derivanti dalle incursioni di numerose bande di briganti spinsero i monaci a richiedere il trasferimento a Catania dove fondarono il nuovo monastero di San Nicolò l'Arena.
Dal marzo del 2005 l'antico monastero etneo ristrutturato è sede dell'Ente Parco dell'Etna.